# Jesper Daland
Jesper Normann Daland (ur. 6 stycznia 2000 w Kristiansand) – norweski piłkarz grający na pozycji środkowego obrońcy. Od 2021 jest zawodnikiem klubu Cercle Brugge.

## Kariera klubowa
Swoją piłkarską karierę Daland rozpoczął w klubie FK Vigør. W 2015 roku awansował do pierwszego zespołu. Zadebiutował w nim w 2015 roku w norweskiej 3. divisjon. Następnie w połowie 2016 roku odszedł do rezerw Stabæku i do 2018 roku grał w nich w 2. divisjon. W 2019 roku przeszedł do IK Start, w którym zadebiutował 24 czerwca 2020 w przegranym 2:3 domowym meczu z Molde FK. W sezonie 2020 spadł z nim z Eliteserien do 1. divisjon.
1 lipca 2021 Daland przeszedł za milion euro do belgijskiego Cercle Brugge. W barwach tego klubu swój debiut zaliczył 27 lipca 2021 w wygranym 1:0 wyjazdowym meczu z Beerschotem.
| Sezon | Klub      | Kraj     | Rozgrywki   | Mecze | Gole |
| ----- | --------- | -------- | ----------- | ----- | ---- |
| 2015  | FK Vigør  | Norwegia | 3. divisjon | 7     | 0    |
| 2016  | FK Vigør  | Norwegia | 3. divisjon | 10    | 1    |
| 2016  | Stabæk II | Norwegia | 2. divisjon | 3     | 0    |
| 2017  | Stabæk II | Norwegia | 2. divisjon | 14    | 1    |
| 2018  | Stabæk II | Norwegia | 2. divisjon | 19    | 0    |
| 2019  | IK Start  | Norwegia | 1. divisjon | 0     | 0    |
| 2020  | IK Start  | Norwegia | Eliteserien | 30    | 1    |
| 2021  | IK Start  | Norwegia | 1. divisjon | 0     | 0    |

## Kariera reprezentacyjna
Daland grał w młodzieżowych reprezentacjach Norwegii na szczeblach U-16, U-17, U-18, U-19 i U-21. W 2017 roku wystąpił z kadrą U-17 na Mistrzostwach Europy U-17.